# Ciclismo en ruta masculino en los Juegos Olímpicos

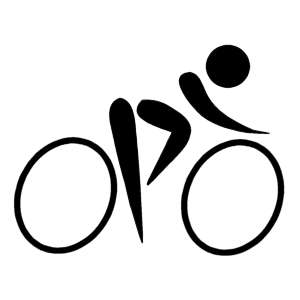

El ciclismo en los Juegos Olímpicos contó con una prueba de Ciclismo en Ruta masculino en los primeros Juegos de la modernidad en Atenas 1896 con un único evento ruta élite masculina (individual road race men). Luego de tres ediciones de ausencia, el ciclismo de ruta ha estado presente en todos los Juegos disputados desde Estocolmo'1912.
Actualmente hay dos eventos: ruta élite masculina, en vigor desde Ámsterdam 1928, y contrarreloj élite masculina, olímpica desde Atlanta 1996.
En 1916, 1940 y 1944 los Juegos Olímpicos estuvieron suspendidos por la Primera Guerra Mundial y la Segunda Guerra Mundial.
El ganador de la prueba en línea y contrarreloj suele llevar ribetes dorados en las mangas y cuello del maillot durante el resto de su carrera profesional en el Ciclismo en Ruta.

## Pruebas individuales: ruta y contrarreloj
Desde Atlanta 1996, la modalidad de ciclismo en ruta masculino en los Juegos Olímpicos cuenta con dos eventos, ambas élite:
- Carrera de pelotón: estuvo presente en los primeros juegos de la modernidad, en Atenas 1896. Posteriormente fue suspendida hasta los juegos de Ámsterdam 1928, donde, desde entonces, ha estado presente en todas las ediciones disputadas.
- Contrarreloj individual: apareció por primera en los Juegos de Estocolmo 1912 y estuvo vigente hasta París 1924. En Atlanta 1996, 2 años después instaurarse en el Campeonato del Mundo de Ciclismo en Ruta, la contrarreloj individual se implantó nuevamente en los Juegos.

| RUTA ÉLITE MASCULINA | RUTA ÉLITE MASCULINA | RUTA ÉLITE MASCULINA          | RUTA ÉLITE MASCULINA                             | RUTA ÉLITE MASCULINA                             | RUTA ÉLITE MASCULINA                             |                                                  | CONTRARELOJ ÉLITE MASCULINA                      | CONTRARELOJ ÉLITE MASCULINA                      | CONTRARELOJ ÉLITE MASCULINA |
| N.º                  | Año                  | Sede                          | Oro                                              | Plata                                            | Bronce                                           | Oro                                              | Plata                                            | Bronce                                           |                             |
| -------------------- | -------------------- | ----------------------------- | ------------------------------------------------ | ------------------------------------------------ | ------------------------------------------------ | ------------------------------------------------ | ------------------------------------------------ | ------------------------------------------------ | --------------------------- |
| I                    | 1896                 | Atenas ( Grecia)              | Aristidis Konstantinidis · Grecia                | August von Gödrich · Alemania                    | Edward Battel · Reino Unido                      | No disputada                                     | No disputada                                     | No disputada                                     |                             |
| II                   | 1900                 | París ( Francia)              | No disputada                                     | No disputada                                     | No disputada                                     | No disputada                                     | No disputada                                     | No disputada                                     |                             |
| III                  | 1904                 | San Luis ( EE. UU.)           | No disputada                                     | No disputada                                     | No disputada                                     | No disputada                                     | No disputada                                     | No disputada                                     |                             |
| IV                   | 1908                 | Londres ( Reino Unido)        | No realizados                                    | No realizados                                    | No realizados                                    | No disputada                                     | No disputada                                     | No disputada                                     |                             |
| V                    | 1912                 | Estocolmo · ( Suecia)         | No disputada                                     | No disputada                                     | No disputada                                     | Rudolph Lewis · Sudáfrica                        | Frederick Grubb · Reino Unido                    | Carl Schutte · Estados Unidos                    |                             |
| VI                   | 1916                 | Berlín Alemania               | Edición suspendida por la Primera Guerra Mundial | Edición suspendida por la Primera Guerra Mundial | Edición suspendida por la Primera Guerra Mundial | Edición suspendida por la Primera Guerra Mundial | Edición suspendida por la Primera Guerra Mundial | Edición suspendida por la Primera Guerra Mundial |                             |
| VII                  | 1920                 | Amberes · ( Bélgica)          | No disputada                                     | No disputada                                     | No disputada                                     | Harry Stenqvist · Suecia                         | Henry Kaltenbrunn · Sudáfrica                    | Fernand Canteloube · Francia                     |                             |
| VIII                 | 1924                 | París ( Francia)              | No disputada                                     | No disputada                                     | No disputada                                     | Armand Blanchonnet · Francia                     | Henri Hoevenaers · Bélgica                       | René Hamel · Francia                             |                             |
| IX                   | 1928                 | Ámsterdam · ( Países Bajos)   | Henry Hansen · Dinamarca                         | Frank Southall · Reino Unido                     | Gösta Carlsson · Suecia                          | No disputada                                     | No disputada                                     | No disputada                                     |                             |
| X                    | 1932                 | Los Ángeles ( EE. UU.)        | Attilio Pavesi · Italia                          | Guglielmo Segato · Italia                        | Bernhard Britz · Suecia                          | No disputada                                     | No disputada                                     | No disputada                                     |                             |
| XI                   | 1936                 | Berlín ( Alemania)            | Robert Charpentier · Francia                     | Guy Lapébie · Francia                            | Ernst Nievergelt · Suiza                         | No disputada                                     | No disputada                                     | No disputada                                     |                             |
| XII                  | 1940                 | Helsinki · ( Finlandia)       | Edición suspendida por la Segunda Guerra Mundial | Edición suspendida por la Segunda Guerra Mundial | Edición suspendida por la Segunda Guerra Mundial | Edición suspendida por la Segunda Guerra Mundial | Edición suspendida por la Segunda Guerra Mundial | Edición suspendida por la Segunda Guerra Mundial |                             |
| XIII                 | 1944                 | Londres ( Reino Unido)        | Edición suspendida por la Segunda Guerra Mundial | Edición suspendida por la Segunda Guerra Mundial | Edición suspendida por la Segunda Guerra Mundial | Edición suspendida por la Segunda Guerra Mundial | Edición suspendida por la Segunda Guerra Mundial | Edición suspendida por la Segunda Guerra Mundial |                             |
| XIV                  | 1948                 | Londres ( Reino Unido)        | José Beyaert · Francia                           | Gerrit Voorting · Países Bajos ·                 | Lode Wouters · Bélgica                           | No disputada                                     | No disputada                                     | No disputada                                     |                             |
| XV                   | 1952                 | Helsinki · ( Finlandia)       | André Noyelle · Bélgica                          | Robert Grondelaers · Bélgica ·                   | Edi Ziegler · Alemania                           | No disputada                                     | No disputada                                     | No disputada                                     |                             |
| XVI                  | 1956                 | Melbourne ( Australia)        | Ercole Baldini · Italia                          | Arnaud Geyre · Francia                           | Alan Jackson · Reino Unido                       | No disputada                                     | No disputada                                     | No disputada                                     |                             |
| XVII                 | 1960                 | Roma · ( Italia)              | Viktor Kapitonov · Unión Soviética               | Livio Trapè · Italia                             | Willy Vanden Berghen · Bélgica                   | No disputada                                     | No disputada                                     | No disputada                                     |                             |
| XVIII                | 1964                 | Tokio ( Japón)                | Mario Zanin · Italia                             | Kjell Rodian · Dinamarca                         | Walter Godefroot · Bélgica                       | No disputada                                     | No disputada                                     | No disputada                                     |                             |
| XIX                  | 1968                 | Ciudad de México · ( México)  | Pierfranco Vianelli · Italia                     | Leif Mortensen · Dinamarca                       | Gösta Pettersson · Suecia                        | No disputada                                     | No disputada                                     | No disputada                                     |                             |
| XX                   | 1972                 | Múnich ( Alemania Occidental) | Hennie Kuiper · Países Bajos                     | Kevin Sefton · Australia                         | —                                                | No disputada                                     | No disputada                                     | No disputada                                     |                             |
| XXI                  | 1976                 | Montreal · ( Canadá)          | Bernt Johansson · Suecia                         | Giuseppe Martinelli · Italia                     | Mieczysław Nowicki · Polonia                     | No disputada                                     | No disputada                                     | No disputada                                     |                             |
| XXII                 | 1980                 | Moscú ( URSS)                 | Serguei Sujoruchenkov · Unión Soviética          | Czesław Lang · Polonia                           | Yuri Barinov · Unión Soviética                   | No disputada                                     | No disputada                                     | No disputada                                     |                             |
| XXIII                | 1984                 | Los Ángeles ( EE. UU.)        | Alexi Grewal · Estados Unidos                    | Steve Bauer · Canadá                             | Dag Otto Lauritzen · Noruega                     | No disputada                                     | No disputada                                     | No disputada                                     |                             |
| XXIV                 | 1988                 | Seúl ( Corea del Sur)         | Olaf Ludwig · Alemania Oriental                  | Bernd Gröne · Alemania Occidental                | Christian Henn · Alemania Occidental             | No disputada                                     | No disputada                                     | No disputada                                     |                             |
| XXV                  | 1992                 | Barcelona · ( España)         | Fabio Casartelli · Italia                        | Erik Dekker · Países Bajos                       | Dainis Ozols · Letonia                           | No disputada                                     | No disputada                                     | No disputada                                     |                             |
| XXVI                 | 1996                 | Atlanta ( EE. UU.)            | Pascal Richard · Suiza                           | Rolf Sørensen · Dinamarca                        | Maximilian Sciandri · Reino Unido                | Miguel Induráin · España                         | Abraham Olano · España                           | Chris Boardman · Reino Unido                     |                             |
| XXVII                | 2000                 | Sídney ( Australia)           | Jan Ullrich · Alemania                           | Alexandr Vinokurov · Kazajistán                  | Andreas Klöden · Alemania                        | Viacheslav Yekimov · Rusia                       | Jan Ullrich · Alemania                           | —                                                |                             |
| XXVIII               | 2004                 | Atenas · ( Grecia)            | Paolo Bettini · Italia                           | Sérgio Paulinho · Portugal                       | Axel Merckx · Bélgica                            | Viacheslav Yekimov · Rusia                       | Bobby Julich · Estados Unidos                    | Michael Rogers · Australia                       |                             |
| XXIX                 | 2008                 | Pekín ( China)                | Samuel Sánchez · España                          | Fabian Cancellara · Suiza                        | Alexandr Kolobnev · Rusia                        | Fabian Cancellara · Suiza                        | Gustav Larsson · Suecia                          | Levi Leipheimer · Estados Unidos                 |                             |
| XXX                  | 2012                 | Londres ( Reino Unido)        | Alexandr Vinokurov · Kazajistán                  | Rigoberto Urán · Colombia                        | Alexander Kristoff · Noruega                     | Bradley Wiggins · Reino Unido                    | Tony Martin · Alemania                           | Chris Froome · Reino Unido                       |                             |
| XXXI                 | 2016                 | Río de Janeiro · ( Brasil)    | Greg Van Avermaet · Bélgica                      | Jakob Fuglsang · Dinamarca                       | Rafał Majka · Polonia                            | Fabian Cancellara · Suiza                        | Tom Dumoulin · Países Bajos                      | Chris Froome · Reino Unido                       |                             |
| XXXII                | 2020                 | Tokio ( Japón)                | Richard Carapaz · Ecuador                        | Wout van Aert · Bélgica                          | Tadej Pogačar · Eslovenia                        |                                                  | Primož Roglič · Eslovenia                        | Tom Dumoulin · Países Bajos                      | Rohan Dennis · Australia    |
| XXXIII               | 2024                 | París ( Francia)              | Remco Evenepoel · Bélgica                        | Valentin Madouas · Francia                       | Christophe Laporte · Francia                     |                                                  | Remco Evenepoel · Bélgica                        | Filippo Ganna · Italia                           | Wout van Aert · Bélgica     |
| XXXIV                | 2028                 | Los Ángeles ( Estados Unidos) |                                                  |                                                  |                                                  |                                                  |                                                  |                                                  |                             |
| XXXV                 | 2032                 | Brisbane ( Australia)         |                                                  |                                                  |                                                  |                                                  |                                                  |                                                  |                             |

### Estadísticas

#### Múltiples campeones
Ningún ciclista en la prueba en línea ha logrado repetir triunfo. En la especialidad de contrarreloj han sido dos:
| Contrarreloj | Contrarreloj       | Contrarreloj              | Contrarreloj |
| Títulos      | Corredor           | Sede/Año                  |              |
| ------------ | ------------------ | ------------------------- | ------------ |
| 2            | Viacheslav Yekimov | Sídney'2000 y Atenas'2004 |              |
| 2            | Fabian Cancellara  | Pekín'2008 y Río'2016     |              |

#### Múltiples medallistas
Solo un ciclista ha logrado más de una medalla en la disciplina de ruta. En cambio, contrarreloj, han sido cuatro:
| Ruta     | Ruta | Ruta  | Ruta   | Ruta               | Ruta                       | Ruta |
| Medallas | Oro  | Plata | Bronce | Corredor           | Sede/Año                   |      |
| -------- | ---- | ----- | ------ | ------------------ | -------------------------- | ---- |
| 2        | 1    | 1     | -      | Alexandr Vinokurov | Sídney'2000 y Londres'2012 |      |

- Orden cronológico en lograrlo en ruta: 1) Aleksandr Vinokúrov

| Contrarreloj | Contrarreloj | Contrarreloj | Contrarreloj | Contrarreloj       | Contrarreloj              | Contrarreloj |
| Medallas     | Oro          | Plata        | Bronce       | Corredor           | Sede/Año                  |              |
| ------------ | ------------ | ------------ | ------------ | ------------------ | ------------------------- | ------------ |
| 2            | 2            | -            | -            | Viacheslav Yekimov | Sídney'2000 y Atenas'2004 |              |
| 2            | 2            | -            | -            | Fabian Cancellara  | Pekín'2008 y Río'2016     |              |
| 2            | -            | -            | 2            | Chris Froome       | Londres'2012 y Río'2016   |              |
| 2            | -            | 2            | -            | Tom Dumoulin       | Río'2016 y Tokio'2020     |              |

- Orden cronológico en lograrlo en CRI: 1) Viacheslav Yekimov 2) Fabian Cancellara y Chris Froome 3) Tom Dumoulin

Orden cronológico en lograrlo en ambas pruebas: 1) Viacheslav Yekimov 2) Alexandr Vinokurov 3) Fabian Cancellara y Chris Froome 4) Tom Dumoulin

#### Medallistas en ambas pruebas
Solo cuatro ciclistas han logrado medallas en ambas pruebas individuales.
| Medallas | Ruta | Ruta  | Ruta   |     | CRI   | CRI    | CRI               | Corredor                | Sede/Año |
| Medallas | Oro  | Plata | Bronce | Oro | Plata | Bronce |                   | Corredor                | Sede/Año |
| -------- | ---- | ----- | ------ | --- | ----- | ------ | ----------------- | ----------------------- | -------- |
| 3        | -    | 1     | -      | 2   | -     | -      | Fabian Cancellara | Pekín'2008 y Río'2016   |          |
| 2        | 1    | -     | -      | -   | 1     | -      | Jan Ullrich       | Sídney'2000             |          |
| 2        | -    | 1     | -      | -   | -     | 1      | Wout van Aert     | Tokio'2020 y París'2024 |          |
| 2        | 1    | -     | -      | 1   | -     | -      | Remco Evenepoel   | París'2024              |          |

Orden cronológico en lograrlo: 1) Jan Ulrich 2) Fabian Cancellara 3) Wout van Aert 4) Remco Evenepoel

#### Ciclistas con más medallas en pruebas individuales
Solo ocho ciclistas tienen más de una medalla en la historia del ciclismo en ruta (pruebas individuales) en los Juegos Olímpicos:
| Medallas | Ruta | Ruta  | Ruta   |     | CRI   | CRI    | CRI                | Corredor                   | Sede/Año |
| Medallas | Oro  | Plata | Bronce | Oro | Plata | Bronce |                    | Corredor                   | Sede/Año |
| -------- | ---- | ----- | ------ | --- | ----- | ------ | ------------------ | -------------------------- | -------- |
| 3        | -    | 1     | -      | 2   | -     | -      | Fabian Cancellara  | Pekín'2008 y Río'2016      |          |
| 2        | 1    | -     | -      | -   | 1     | -      | Jan Ullrich        | Sídney'2000                |          |
| 2        | -    | -     | -      | 2   | -     | -      | Viacheslav Yekimov | Sídney'2000 y Atenas'2004  |          |
| 2        | 1    | 1     | -      | -   | -     | -      | Alexandr Vinokurov | Sídney'2000 y Londres'2012 |          |
| 2        | -    | -     | -      | -   | -     | 2      | Chris Froome       | Londres'2012 y Río'2016    |          |
| 2        | -    | -     | -      | -   | 2     | -      | Tom Dumoulin       | Río'2016 y Tokio'2020      |          |
| 2        | -    | 1     | -      | -   | -     | 1      | Wout van Aert      | Tokio'2020 y París'2024    |          |
| 2        | 1    | -     | -      | 1   | -     | -      | Remco Evenepoel    | París'2024                 |          |

#### Ciclistas que han logrado el mismo año medalla en ambas pruebas
Tres ciclistas han obtenido medallas en ambas, siendo Evenepoel el único en ganar ambas pruebas el mismo año:
 Jan Ullrich en Sídney'2000.
 Fabian Cancellara en Pekín'2008.
 Remco Evenepoel en París'2024.

### Medallero

#### Ruta
- Desde Atenas'1896 hasta Tokio'2020 (se incluyen solo las competición de ruta élite masculina).

| Núm. | País           | Oro | Plata | Bronce | Total |
| ---- | -------------- | --- | ----- | ------ | ----- |
| 1    | Italia         | 6   | 3     | 0      | 9     |
| 2    | Bélgica        | 3   | 2     | 4      | 9     |
| 3    | Alemania(1)    | 2   | 2     | 3      | 7     |
| 4    | Francia        | 2   | 3     | 1      | 6     |
| 5    | Rusia(2)       | 2   | 0     | 2      | 4     |
| 6    | Dinamarca      | 1   | 4     | 0      | 5     |
| 7    | Países Bajos   | 1   | 2     | 0      | 3     |
| 8    | Suiza          | 1   | 1     | 1      | 3     |
| 9    | Kazajistán     | 1   | 1     | 0      | 2     |
| 10   | Suecia         | 1   | 0     | 3      | 4     |
| 11   | Grecia         | 1   | 0     | 0      | 1     |
| 12   | Estados Unidos | 1   | 0     | 0      | 1     |
| 13   | España         | 1   | 0     | 0      | 1     |
| 14   | Ecuador        | 1   | 0     | 0      | 1     |
| 15   | Reino Unido    | 0   | 1     | 3      | 4     |
| 16   | Polonia        | 0   | 1     | 2      | 3     |
| 17   | Australia      | 0   | 1     | 0      | 1     |
| 18   | Canadá         | 0   | 1     | 0      | 1     |
| 19   | Portugal       | 0   | 1     | 0      | 1     |
| 20   | Colombia       | 0   | 1     | 0      | 1     |
| 21   | Noruega        | 0   | 0     | 2      | 2     |
| 22   | Letonia        | 0   | 0     | 1      | 1     |
| 23   | Eslovenia      | 0   | 0     | 1      | 1     |
|      | TOTAL          | 23  | 23    | 22     | 68    |

- (1) – Incluye las medallas del Imperio alemán, la RFA y la RDA.
- (2) – Incluye las medallas de la URSS.

#### Contrarreloj
- Desde Estocolmo'1912 hasta Tokio'2020 (se incluyen solo las competición de contrarreloj élite masculina).

| Núm. | País           | Oro | Plata | Bronce | Total |
| ---- | -------------- | --- | ----- | ------ | ----- |
| 1    | Rusia          | 2   | 0     | 0      | 2     |
| 2    | Suiza          | 2   | 0     | 0      | 2     |
| 3    | Reino Unido    | 1   | 1     | 3      | 5     |
| 4    | España         | 1   | 1     | 0      | 2     |
| 5    | Suecia         | 1   | 1     | 0      | 2     |
| 6    | Sudáfrica      | 1   | 1     | 0      | 2     |
| 7    | Francia        | 1   | 0     | 2      | 3     |
| 8    | Eslovenia      | 1   | 0     | 0      | 1     |
| 9    | Países Bajos   | 0   | 2     | 0      | 2     |
| 10   | Alemania       | 0   | 2     | 0      | 2     |
| 11   | Estados Unidos | 0   | 1     | 2      | 3     |
| 12   | Bélgica        | 1   | 1     | 1      | 3     |
| 13   | Australia      | 0   | 0     | 2      | 2     |
|      | TOTAL          | 10  | 10    | 9      | 29    |

## Pruebas por equipos: ruta y contrarreloj por equipos
| RUTA POR EQUIPOS | RUTA POR EQUIPOS | RUTA POR EQUIPOS              | RUTA POR EQUIPOS                                                              | RUTA POR EQUIPOS                                                                | RUTA POR EQUIPOS                                                                 |                                                                                           | CONTRARELOJ POR EQUIPOS                                                                | CONTRARELOJ POR EQUIPOS                                                                | CONTRARELOJ POR EQUIPOS                                                       |
| N.º              | Año              | Sede                          | Oro                                                                           | Plata                                                                           | Bronce                                                                           | Oro                                                                                       | Plata                                                                                  | Bronce                                                                                 |                                                                               |
| ---------------- | ---------------- | ----------------------------- | ----------------------------------------------------------------------------- | ------------------------------------------------------------------------------- | -------------------------------------------------------------------------------- | ----------------------------------------------------------------------------------------- | -------------------------------------------------------------------------------------- | -------------------------------------------------------------------------------------- | ----------------------------------------------------------------------------- |
| I-IV             | I-IV             | No disputada                  | No disputada                                                                  | No disputada                                                                    | No disputada                                                                     | No disputada                                                                              | No disputada                                                                           | No disputada                                                                           | No disputada                                                                  |
| V                | 1912             | Estocolmo · ( Suecia)         | No disputada                                                                  | No disputada                                                                    | No disputada                                                                     |                                                                                           | Erik Friborg · Ragnar Malm · Axel Persson · Algot Lönn · Suecia                        | Frederick Grubb · Leonard Meredith · Charles Moss · William Hammond · Reino Unido      | Carl Schutte · Alvin Loftes · Albert Krushel · Walter Martin · Estados Unidos |
| VI               | 1916             | Berlín Alemania               | Edición suspendida por la Primera Guerra Mundial                              | Edición suspendida por la Primera Guerra Mundial                                | Edición suspendida por la Primera Guerra Mundial                                 | Edición suspendida por la Primera Guerra Mundial                                          | Edición suspendida por la Primera Guerra Mundial                                       | Edición suspendida por la Primera Guerra Mundial                                       |                                                                               |
| VII              | 1920             | Amberes · ( Bélgica)          | No disputada                                                                  | No disputada                                                                    | No disputada                                                                     | Achille Souchard · Fernand Canteloube · Georges Detreille · Marcel Gobillot · Francia     | Harry Stenqvist · Sigfrid Lundberg · Ragnar Malm · Axel Persson · Suecia               | Albert Wyckmans · Albert De Bunné · Jean Janssens · André Vercruysse · Bélgica         |                                                                               |
| VIII             | 1924             | París ( Francia)              | No disputada                                                                  | No disputada                                                                    | No disputada                                                                     | Armand Blanchonnet · René Hamel · Georges Wambst · Francia                                | Rik Hoevenaers · Alphonse Parfondry · Jean Van Den Bosch · Bélgica                     | Gunnar Sköld · Erik Bohlin · Ragnar Malm · Suecia                                      |                                                                               |
| IX               | 1928             | Ámsterdam · ( Países Bajos)   | Henry Hansen · Leo Nielsen · Orla Jørgensen · Dinamarca                       | Jack Lauterwasser · John Middleton · Frank Southall · Reino Unido               | Gösta Carlsson · Erik Jansson · Georg Johnsson · Suecia                          | No disputada                                                                              | No disputada                                                                           | No disputada                                                                           |                                                                               |
| X                | 1932             | Los Ángeles ( EE. UU.)        | Attilio Pavesi · Guglielmo Segato · Giuseppe Olmo · Italia                    | Frode Sørensen · Leo Nielsen · Henry Hansen · Dinamarca                         | Bernhard Britz · Sven Höglund · Arne Berg · Suecia                               | No disputada                                                                              | No disputada                                                                           | No disputada                                                                           |                                                                               |
| XI               | 1936             | Berlín ( Alemania)            | Robert Charpentier · Robert Dorgebray · Guy Lapébie · Jean Goujon · Francia   | Edgar Buchwalder · Ernst Nievergelt · Kurt Ott · Gottlieb Weber · Suiza         | Auguste Garrebeek · Armand Putzeyse · Van Der Motte · Joseph Lowagie · Bélgica   | No disputada                                                                              | No disputada                                                                           | No disputada                                                                           |                                                                               |
| XII              | 1940             | Helsinki · ( Finlandia)       | Edición suspendida por la Segunda Guerra Mundial                              | Edición suspendida por la Segunda Guerra Mundial                                | Edición suspendida por la Segunda Guerra Mundial                                 | Edición suspendida por la Segunda Guerra Mundial                                          | Edición suspendida por la Segunda Guerra Mundial                                       | Edición suspendida por la Segunda Guerra Mundial                                       |                                                                               |
| XIII             | 1944             | Londres ( Reino Unido)        | Edición suspendida por la Segunda Guerra Mundial                              | Edición suspendida por la Segunda Guerra Mundial                                | Edición suspendida por la Segunda Guerra Mundial                                 | Edición suspendida por la Segunda Guerra Mundial                                          | Edición suspendida por la Segunda Guerra Mundial                                       | Edición suspendida por la Segunda Guerra Mundial                                       |                                                                               |
| XIV              | 1948             | Londres ( Reino Unido)        | Lode Wouters · Leon De Lathouwer · E. Van Roosbroeck · Liévin Lerno · Bélgica | Robert Maitland · Gordon Thomas · Ian Scott · Ernest Clements · Reino Unido     | José Beyaert · Alain Moineau · Jacques Dupont · René Rouffeteau · Francia        | No disputada                                                                              | No disputada                                                                           | No disputada                                                                           |                                                                               |
| XV               | 1952             | Helsinki · ( Finlandia)       | André Noyelle · Robert Grondelaers · Lucien Victor · Rik Van Looy · Bélgica   | Dino Bruni · Vincenzo Zucconelli · Gianni Ghidini · Bruno Monti · Italia        | Jacques Anquetil · Alfred Tonello · Claude Rouer · Roland Bezamat · Francia      | No disputada                                                                              | No disputada                                                                           | No disputada                                                                           |                                                                               |
| XVI              | 1956             | Melbourne ( Australia)        | Arnaud Geyre · Maurice Moucheraud · Michel Vermeulin · René Abadie · Francia  | Alan Jackson · Arthur Brittain · William Holmes · Harold Reynolds · Reino Unido | Horst Tüller Gustav-Adolf Schur Reinhold Pommer Erich Hagen Eq. Alemán Unificado | No disputada                                                                              | No disputada                                                                           | No disputada                                                                           |                                                                               |
| XVII             | 1960             | Roma · ( Italia)              | No disputada                                                                  | No disputada                                                                    | No disputada                                                                     | Antonio Bailetti · Ottavio Cogliati · Giacomo Fornoni · Livio Trapè · Italia              | Gustav-Adolf Schur Egon Adler Erich Hagen Günter Lörke Eq. Alemán Unificado            | Viktor Kapitonov · Yevgueni Klevtsov · Yuri Melijov · Alexei Petrov · Unión Soviética  |                                                                               |
| XVIII            | 1964             | Tokio ( Japón)                | No disputada                                                                  | No disputada                                                                    | No disputada                                                                     | Evert Dolman · Gerben Karstens · Jan Pieterse · Bart Zoet · Países Bajos                  | Severino Andreoli · Luciano Dalla Bona · Pietro Guerra · Ferruccio Manza · Italia      | Sven Hamrin · Erik Pettersson · Gösta Pettersson · Sture Pettersson · Suecia           |                                                                               |
| XIX              | 1968             | Ciudad de México · ( México)  | No disputada                                                                  | No disputada                                                                    | No disputada                                                                     | Fedor den Hertog · Jan Krekels · René Pijnen · Joop Zoetemelk · Países Bajos              | Erik Pettersson · Gösta Pettersson · Sture Pettersson · Tomas Pettersson · Suecia      | Giovanni Bramucci · Vittorio Marcelli · Mauro Simonetti · Pierfranco Vianelli · Italia |                                                                               |
| XX               | 1972             | Múnich ( Alemania Occidental) | No disputada                                                                  | No disputada                                                                    | No disputada                                                                     | Boris Shujov · Valeri Yardy · Guennadi Komnatov · Valeri Lijachov · Unión Soviética       | Lucjan Lis · Edward Barcik · Stanisław Szozda · Ryszard Szurkowski · Polonia           | —                                                                                      |                                                                               |
| XXI              | 1976             | Montreal · ( Canadá)          | No realizados                                                                 | No realizados                                                                   | No realizados                                                                    | Aavo Pikkuus · Valeri Chaplyguin · Anatoli Chukanov · Vladimir Kaminski · Unión Soviética | Ryszard Szurkowski · Tadeusz Mytnik · Mieczysław Nowicki · Stanisław Szozda · Polonia  | Jørn Lund · Verner Blaudzun · Gert Frank · Jørgen Hansen · Dinamarca                   |                                                                               |
| XXII             | 1980             | Moscú ( URSS)                 | No disputada                                                                  | No disputada                                                                    | No disputada                                                                     | Yuri Kashirin · Oleg Logvin · Serguei Shelpakov · Anatoli Yarkin · Unión Soviética        | Falk Boden · Bernd Drogan · Olaf Ludwig · Hans-Joachim Hartnick · Alemania Oriental    | Michal Klasa · Vlastibor Konečný · Alipi Kostadinov · Jiří Škoda · Checoslovaquia      |                                                                               |
| XXIII            | 1984             | Los Ángeles ( EE. UU.)        | No disputada                                                                  | No disputada                                                                    | No disputada                                                                     | Marcello Bartalini · Marco Giovannetti · Eros Poli · Claudio Vandelli · Italia ·          | Alfred Achermann · Richard Trinkler · Laurent Vial · Benno Wiss · Suiza ·              | Ronald Kiefel · Clarence Knickman · Davis Phinney · Andrew Weaver · Estados Unidos     |                                                                               |
| XXIV             | 1988             | Seúl ( Corea del Sur)         | No disputada                                                                  | No disputada                                                                    | No disputada                                                                     | Uwe Ampler · Mario Kummer · Maik Landsmann · Jan Schur · Alemania Oriental                | Joachim Halupczok · Zenon Jaskuła · Marek Leśniewski · Andrzej Sypytkowski · Polonia · | Björn Johansson · Jan Karlsson · Michel Lafis · Anders Jarl · Suecia                   |                                                                               |
| XXV              | 1992             | Barcelona · ( España)         | No disputada                                                                  | No disputada                                                                    | No disputada                                                                     | Bernd Dittert · Christian Meyer · Uwe Peschel · Michael Rich · Alemania                   | Flavio Anastasia · Luca Colombo · Gianfranco Contri · Andrea Peron · Italia            | Hervé Boussard · Didier Faivre-Pierret · Philippe Gaumont · Jean-Louis Harel · Francia |                                                                               |
| XXVI - ...       | XXVI - ...       | No disputada                  | No disputada                                                                  | No disputada                                                                    | No disputada                                                                     | No disputada                                                                              | No disputada                                                                           | No disputada                                                                           | No disputada                                                                  |

### Medallero

#### Ruta por equipos
| Núm. | País        | Oro | Plata | Bronce | Total |
| ---- | ----------- | --- | ----- | ------ | ----- |
| 1    | Francia     | 2   | 0     | 2      | 4     |
| 2    | Bélgica     | 2   | 0     | 1      | 3     |
| 3    | Dinamarca   | 1   | 1     | 0      | 2     |
| 4    | Italia      | 1   | 1     | 0      | 2     |
| 5    | Grecia      | 0   | 3     | 0      | 3     |
| 6    | Suiza       | 0   | 1     | 0      | 1     |
| 7    | Suecia      | 0   | 0     | 2      | 2     |
| 8    | Alemania(1) | 0   | 0     | 1      | 1     |
|      | TOTAL       | 6   | 6     | 6      | 18    |

- (1) – Incluye las medallas del Equipo Alemán Unificado, Imperio Alemán, la RFA y la RDA.

#### Contrarreloj por equipos
| Núm. | País           | Oro | Plata | Bronce | Total |
| ---- | -------------- | --- | ----- | ------ | ----- |
| 1    | Rusia          | 3   | 0     | 1      | 4     |
| 2    | Italia         | 2   | 2     | 1      | 5     |
| 3    | Alemania(1)    | 2   | 2     | 0      | 4     |
| 4    | Francia        | 2   | 0     | 1      | 3     |
| 5    | Países Bajos   | 2   | 0     | 0      | 2     |
| 6    | Suecia         | 1   | 2     | 3      | 6     |
| 7    | Polonia        | 0   | 3     | 0      | 3     |
| 8    | Bélgica        | 0   | 1     | 1      | 2     |
| 9    | Reino Unido    | 0   | 1     | 0      | 1     |
| 10   | Suiza          | 0   | 1     | 0      | 1     |
| 11   | Estados Unidos | 0   | 0     | 2      | 2     |
| 12   | Dinamarca      | 0   | 0     | 1      | 1     |
| 13   | Checoslovaquia | 0   | 0     | 1      | 1     |
|      | TOTAL          | 12  | 12    | 11     | 35    |

- (1) – Incluye las medallas del Equipo Alemán Unificado, Imperio Alemán, la RFA y la RDA.